# Saso Kazuaki
Kazuaki Saso (sinh ngày 16 tháng 6 năm 1999) là một cầu thủ bóng đá người Nhật Bản.

## Sự nghiệp câu lạc bộ
Kazuaki Saso đã từng chơi cho Omiya Ardija.